# 다이라노 기요모리
다이라노 기요모리(일본어: 平清盛 타이라노 키요모리[*], 1118년 ~ 1181년 3월 20일)는 헤이안 시대 말기의 무장·공경이다. 이세 헤이시의 동량(棟梁) 다이라노 다다모리의 장남으로서 호겐의 난에서 고시라카와 천황의 신뢰를 얻었고, 헤이지의 난으로 겐지에게도 승리를 거두어 ‘헤이케 천하’를 이루었고, 무사로써는 최초로 종1위 태정대신에 올랐다. 또한 딸 도쿠코(德子)를 다카쿠라 천황에게 입궁시키는 등 황실의 외척으로서 조정의 주요 요직에 일문의 사람을 들어앉히며 ‘헤이케가 아니면 사람도 아니다.’(헤이케 이야기)라고까지 일컬어지는 큰 권세를 누렸다(헤이시 정권).
그러나 헤이시의 권세에 반발한 고시라카와 법황과 대립해 지쇼 3년의 정변을 일으켜 법황을 유폐하고 딸 도쿠코 소생의 안토쿠 천황을 옹립해 실권을 장악했으나, 이는 헤이케에 불만을 품고 있던 세력으로부터 조정을 무시한 헤이시의 독재로 간주되었고, 귀족·지샤(寺社)·무사들로부터 엄청난 반발을 받았다. 헤이케 일문의 ‘교만’과 ‘독재’를 문제 삼아 전국의 겐지 일족이 ‘헤이케 타도’를 외치며 잇따라 거병하던 와중에 열병으로 사망했다. 그가 죽은 뒤 헤이케는 점차 쇠락하여 헤이시 정권은 몰락하고 만다.

## 생애

### 헤이시(平氏)의 동량
겐에이(元永) 원년(1118년) 이세 헤이시의 두령이었던 다이라노 다다모리의 장남으로 이세(伊勢) 우부시나(産品, 미에현 쓰시 우부시나)에서 태어났다. 생모는 알 수 없으나 기온노 뇨고(祇園女御)의 누나(혹은 여동생)라는 설이 유력하다. 어머니의 사후, 기온노뇨고의 양자가 되었다. 다이지 4년(1129년) 정월에 12살의 나이로 종5위하인 사효에노스케(左兵衛佐) 서임이라는 파격적인 승진을 하게 되는데, 후지와라노 무네타다(藤原宗忠)는 자신의 일기 《츄유키》(中右記)에서 "사람의 이목을 놀라게 한 것은 이루 말할 수 없다"고 평가한다. 기요모리는 3월 이와시미즈 임시제(石淸水臨時祭)의 무인(舞人)에 발탁이 되자, 기요모리의 말을 끌 마부를 기온노 뇨고의 양자였던 내대신 미나모토노 아리히토(源有仁)의 수행원이 맡았던 것에서 어릴적 기요모리는 기온노뇨고의 비호 아래 성장한 것으로 생각된다. 기온노 뇨고의 비호 아래 성장했기에 기요모리의 친아버지는 시라카와인(白河院)이라는 설도 있다. 기요모리가 인(院)의 근신(近臣) 집안 출신임에도 불구하고, 훗날 황족이나 셋칸케(攝關家), 세이가케(淸華家)가 아니면 임명되지 않던 태정대신에 임명된 것에서 당시 조정이 비공식적으로 이 이야기를 사실로 받아 들이고 있었다고 주장하는 이도 있다(모토키 야스오元木泰雄).
《헤이케 이야기》에는 사이코(西光)의 입을 빌어 "젊어서부터 후지와라노 이에나리 집을 드나들며 망나니 같은 생활을 하다가 호엔(保延) 연간에 아버지 다다모리를 따라 서해의 해적 수십 명을 잡아 바친 공로로 벼락출세하게 된 자"라고 기요모리의 유년 시절을 비하조로 언급하고 있다. 젊을 적에는 도바 법황의 총신이자 아버지 다다모리의 계실인 이케노젠니(池禪尼)의 종형제 후지와라노 이에나리(藤原家成)의 저택에 자주 드나들었다. 이 무렵 다카시나노 모토아키(高階基章)의 딸 사이에서 시게모리(重盛) · 모토모리(基盛)가 태어났으나 아내와는 일찍 사별한 것으로 추측된다. 호엔 3년(1137년) 다다모리가 구마노 본궁(熊野本宮)을 조영(造營)한 공으로 인해 기요모리는 히고노카미(肥後守)에 임명되었다. 규안(久安) 3년(1147년)에는 후처 다이라노 도키코(平時子)와의 사이에서 셋째 아들 무네모리(宗盛)가 태어났다. 토키코의 아버지 도키노부(時信)는 도바 법황의 판관 대리(判官代, 호간다이)로써 후지와라노 아키요리(藤原顯賴), 신제이(信西)와 더불어 원청(院廳)의 실무를 담당했다. 그 해 6월 15일, 기요모리는 기온샤(祇園社)로 무악을 봉납하러 갔으나 휘하의 노토들과 신인(神人) 사이에서 벌어진 작은 다툼에서, 부하들이 쏜 화살이 보전(寶殿)에 맞는 사건이 발생했다. 기온샤를 말사(末社)로 거느렸던 엔랴쿠지(延曆寺)는 타다모리, 기요모리의 유형(流刑)을 요구하며 강력하게 호소했으나 도바 법황은 엔랴쿠사의 공세로부터 다다모리 부자를 보호하면서 기요모리의 죄에 대한 처벌을 속동(贖銅) 30근이란 벌금형으로 그쳤다. 그 후 기요모리를 대신해 이케노젠니 소생의 손아랫동생 이에모리(家盛)가 히타치노스케(常陸介), 고바노카미(右馬頭)로 임명되어 두각을 나타냈다. 그러나 규안 5년(1149년) 이에모리가 급서하면서 기요모리의 적통(嫡統)으로서의 지위는 확고해졌다. 아키노카미(安藝守)에 임명되어 세토 내해의 제해권을 손에 넣어 막대한 이익을 거둬, 아버지와 함께 서국(西國)으로 세력을 확대했다. 또한 그 시기부터 미야시마(宮島)의 이쓰쿠시마 신사(嚴島神社)를 숭앙하게 되었다. 닌페이(仁平) 3년(1153년)에는 다다모리 사후에 헤이시 일문의 동량이 되었다.

### 호겐의 난, 헤이지의 난
호겐 원년(1156년)에 일어난 호겐의 난에서는 양어머니 이케노젠니(池禪尼)가 스토쿠 상황(崇德上皇)의 아들 시게히토 친왕(重仁親王)의 유모였기에 기요모리의 입장은 난처했으나 일문의 결속을 위해 고시라카와 천황측에 가담해 승리를 거두고 하리마노카미(播磨守), 다자이노다이쇼니(大宰大貳)가 되었다. 신제이와 후지와라노 노부요리(藤原信賴)는 니죠 친정파의 대립에서 중립적인 입장에 있었으나, 헤이지(平治) 원년(1159년)의 헤이지의 난에서 정권을 장악한 후지와라노 노부요리, 후지와라노 쓰네무네(藤原經宗), 후지와라노 고레카타(藤原惟方)등 반(反)신제이파를 일소하면서 급속히 자신의 정치적 지위를 높이게 되었다. 이 과정에서 미나모토노 요시토모(源義朝), 미나모토노 시게나리(源重成), 미나모토노 스에자네(源季實), 미나모토노 미쓰야스(源光保) 등의 유력 무사가 멸망했기 때문에 기요모리는 무사들 중 제 1인자가 되어 조정의 군사력, 경찰력을 장악했다. 이로 인해 기요모리는 무가정권 수립의 기초를 쌓게 되었다.

### 전성기

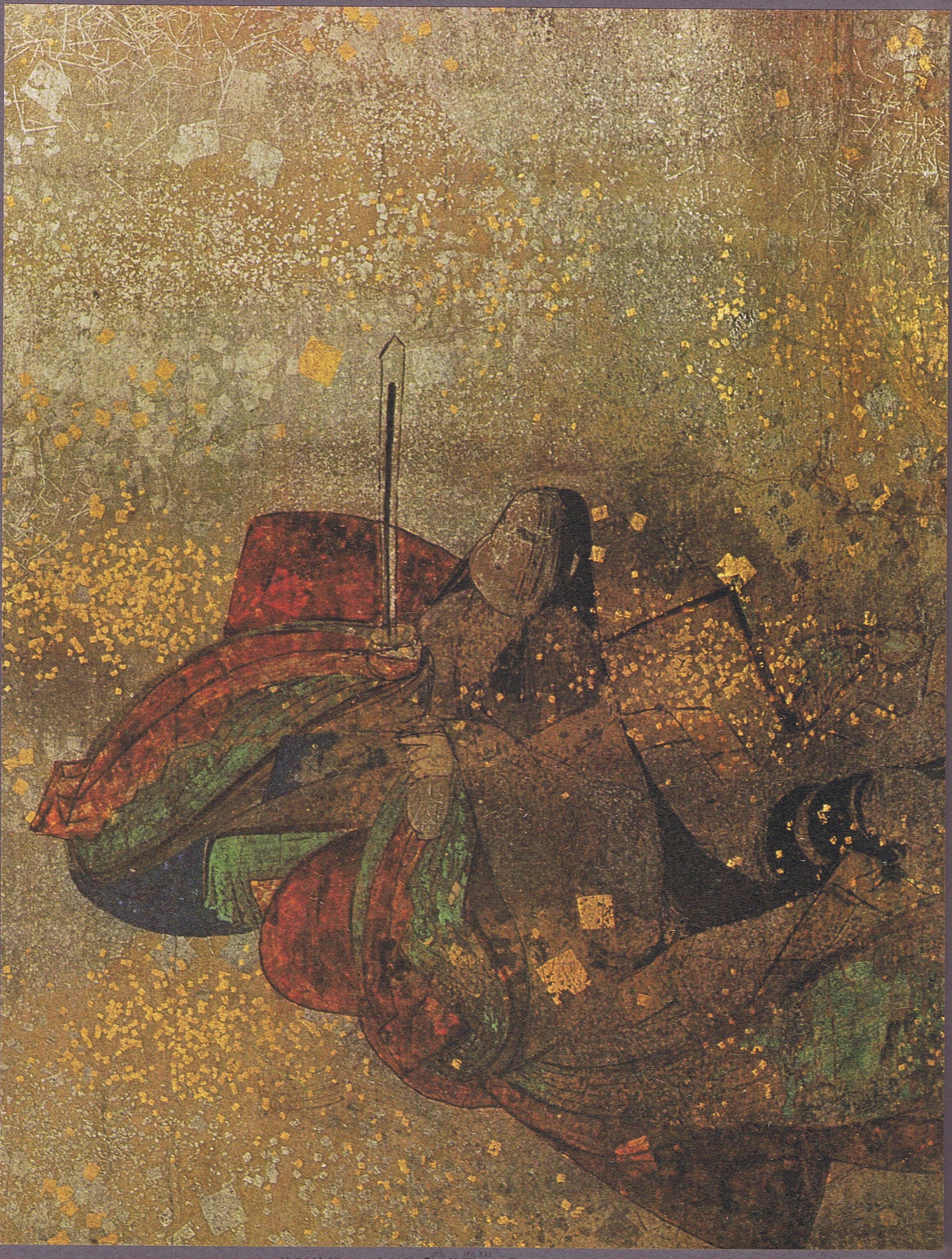
조칸 2년(1164년)에 기요모리가 이쓰쿠시마 신사에 봉납한 헤이케 납경(平家納經).

아내 도키코가 니죠 천황의 유모가 된 것을 계기로 기요모리는 천황의 유부(乳父)이자 후견인으로서 게비이시벳토(檢非違使別當)·주나곤(中納言)이 되는 한편 고시라카와 상황의 인쵸(院廳)의 벳토까지 겸하면서, 천황과 상황 양쪽을 섬기며 반석의 체제를 쌓게 되었다. 오호(應保) 원년(1161년) 9월 고시라카와 상황과 다이라노 시게코(平滋子) 사이에 황자 노리히토(憲仁)가 태어나자 다이라노 도키타다(平時忠), 다이라노 노리모리(平敎盛)가 태자 책봉을 획책했다. 니죠 천황은 이러한 움직임에 격노해 도키타다와 노리모리, 후지와라노 나리치카(藤原成親), 후지와라노 노부타카(藤原信隆) 등을 해임하고 고시라카와 상황의 인세이를 정지시켰다. 기요모리는 천황의 황거(皇居)에 무사를 숙직시켜 경호하게 하면서 자신은 천황을 지지할 자세임을 명확히 보였다.
이듬해 3월에는 헤이지의 난 때 유배되었던 니죠 천황 친정파 후지와라노 쓰네무네(藤原経宗)가 교토로 돌아오는 것이 허락되고, 6월에는 도키타다나 미나모토노 스케카타가 니죠 천황을 가모(賀茂) 진쟈에서 저주한 죄로 유배되었지만, 기요모리는 니죠 천황의 두터운 신뢰를 받아 친정(親政)을 궤도에 올려 놓았다. 또한 간바쿠(關白) 고노에 모토자네(近衞基實)에게 딸 모리코(盛子)를 시집 보내 셋칸케(攝關家)와도 긴밀한 관계를 맺었다. 인세이를 정지당한 고시라카와 상황에 대한 배려도 잊지 않아, 조칸 2년(1164년)에 렌게오우인(蓮華王院)을 고시라카와 상황을 위해 지어주고, 렌게오우인에 장원(莊園)과 영지도 기부하여 상황의 경제 기반도 강화시켰다. 고시라카와 상황의 움직임에 경계심을 품고 있었던 니조 천황은 조칸 3년(1165년)에 시게모리를 산기(參議)에 임명하면서 헤이시에 대한 의존이 깊어졌으나 7월 28일 붕어했다.
어린 로쿠조 천황의 섭정으로서 기요모리의 사위 모토자네가 섭정이 되어 정치를 주도하고, 기요모리는 다이나곤(大納言)으로 승진해 모토자네를 보좌하는 형식으로 정치에 개입했다. 9월에는 처남 도키타다가 귀경이 허락되고, 12월 25일에는 조카인 노리히토가 친왕선하를 받자 기요모리는 칙벳토(勅別當)가 되었다. 이 무렵 고시라카와 인세이파가 서서히 세력을 회복하고 있었지만, 기요모리는 고시라카와 상황의 행동이나 성격에 불안을 느껴 인세이 부활을 바라지 않았다. 하지만 에이만(永滿) 2년(1166년) 7월 26일, 셋쇼이자 후지와라 집안의 씨장자였던 모토자네가 급사하면서 고시라카와 인세이는 부활하고 모토자네의 아들인 고노에 모토미치(近衛基通)가 어리다는 이유로 모토후사(基房)가 섭정이 되었다.
모토자네의 영지였던 셋칸케령이 모토후사에게 옮겨진다면 헤이시에게는 대타격이었다. 그러나 기요모리는 후지와라노 구니쓰나(藤原邦綱)의 조언에 따라 덴카와타리령(殿下渡領), 칸가쿠인령(勸學院領), 미도류사원령(御堂流寺院領)을 제외한 후지와라 집안 소유의 사적인 영지들을 모토자네의 미망인인 모리코가 상속받게 하는 것으로 셋칸케령의 관할권을 얻어내는데 성공했다. 10월 10일에는 노리히토 친왕의 태자 책봉으로 기요모리는 춘궁대부(春宮大夫)가 되었고, 11월에는 나이다이진(內大臣)이 되었다. 다음해 닌난(仁安) 2년(1167년) 2월 태정대신(太政大臣)이 되었다. 무사로서 태정대신이라는 지위에 오른 것은 기요모리가 처음이었다. 하지만 태정대신은 시라카와 천황의 치세에 후지와라노 모로자네(藤原師實)와 셋칸(섭정과 칸바쿠)을 다투다 패한 후지와라노 노부나가(藤原信長)가 취임하면서 실권 없는 명예직으로 전락해 있었고, 석 달 뒤 기요모리는 태정대신을 사임하고 정계에서 은퇴하였으며, 대신 그의 적자인 시게모리가 닌난 2년 5월에 내려진 선지(宣旨)에 의해 도카이(東海)·도산(東山)·산요(山陽)·난카이(南海) 등 4개 도(道)의 치안경찰권을 위임받아, 시게모리 자신이 가진 후계자로서의 지위를 내외에 분명히 드러냈다.

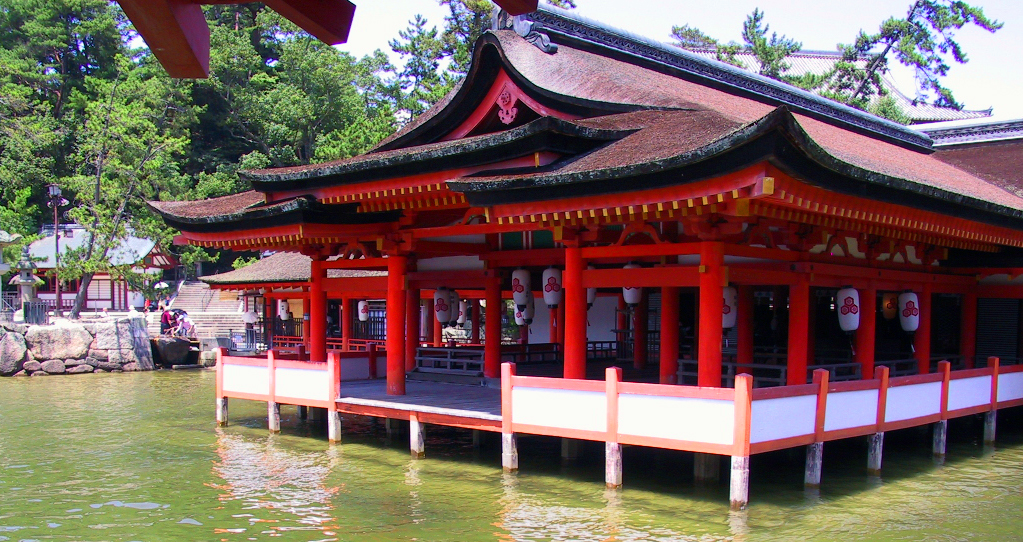
이쓰쿠시마 신사. 닌난 3년(1168년) 기요모리의 원조에 의해 지금과 같은 해상신전이 만들어졌다.

닌난 3년(1168년) 기요모리는 병으로 쓰러져 출가했다. 원인은 스뱌쿠(寸白, 기생충으로 인해 생긴 병)라고 하였다. 기요모리의 병이 정국 불안을 가져올 것을 두려워한 고시라카와 상황은 당초 예정을 앞당겨 로쿠조 천황을 노리히토 친왕에게 양위시키는 것으로 체제의 안정을 기도했다. 병이 낫자 기요모리는 후쿠하라(福原)에서 별장 유키미노고쇼(雪見御所)를 짓고 예전부터 염원하던 이쓰쿠시마 신사의 정비와 일·송 무역의 확대에 몰두했다. 가오(嘉應) 원년(1169년) 고시라카와 상황은 출가해 법황이 되고, 기요모리는 고시라카와 법황과 더불어 도다이지(東大寺)에서 수계(受戒)를 받았다. 이는 도바 법황과 후지와라노 다다자네(藤原忠實)가 같은 날 수계를 받은 예를 모방한 것이었다. 이 무렵 고시라카와 법황이 후쿠하라를 방문한 송나라 사람과 면회하기도 하고, 기요모리의 딸 도쿠코가 다카쿠라 천황에게 출가하였으며, 후쿠하라에서 고시라카와 법황과 기요모리가 천승공양을 베풀면서 양자의 관계는 우호적으로 변했다. 또한 헤이시 일족의 융성도 극에 달하여 일족이 주요관직을 독점하고, 전국에 500여 개의 장원(莊園)을 보유한 것은 물론 송나라와의 교역으로 막대한 재화를 손에 쥐어, "헤이시가 아니면 사람도 아니다"라는 얘기까지 나올 정도였다.

### 헤이케에 대한 불만
기요모리의 세력 신장에 대해 고시라카와 법황을 떠받들던 인세이 세력은 불쾌감을 느끼게 되었고, 겐슌몬인(建春門院)의 죽음을 계기로 서서히 기요모리와 대립이 깊어졌다.
지쇼(治承) 원년(1177년) 6월 시시가타니(鹿ケ谷)의 음모 사건이 일어났다. 이것은 다다 유키쓰나(多田行綱)의 밀고로 발각 되었으나 이것을 계기로 기요모리는 인세이(院政)에서 인의 근신세력을 배제하고자 했다. 사이코(西光)는 처형되고, 후지와라노 나리치카(藤原成親)는 맏아들 시게모리의 처남이라는 이유로 목숨만 건져 비젠(備前)으로 유배(먹을 것조차 제대로 공급받지 못한 채 7월 9일 암살되었다), 슌칸(俊寬) 승도는 기카이가시마(鬼界ヶ島)로 유배되었다. 다만 기요모리도 결국 법황에 대해서는 죄를 묻지 않았다. 다만 이때 실제 헤이시 타도의 음모가 있었는가는 불분명했고, 직전에 고시라카와 법황에게서 엔랴쿠사 공격을 명받았던 기요모리가 엔랴쿠지와의 충돌을 회피하기 위해 일으킨 자작극이라는 견해도 있다.
지쇼 3년(1179년) 이 해는 기요모리에게 불행의 연속이었다. 6월에 딸 모리코가 사망하자 법황은 바로 모리코 소유의 장원을 기요모리와 상담도 하지 않고 몰수하였다. 7월에는 맏아들 시게모리까지 42세를 일기로 병으로 사망하고 말았다. 이때는 기요모리도 정말로 낙담하는 기색을 감추지 않을 정도로 슬픔에 잠겼으나, 법황은 시게모리의 사망과 동시에 또다시 기요모리에게 아무런 상담도 하지 않고 시게모리의 지행국(知行國)이었던 에치젠(越前)을 몰수하고 말았다. 또한 법황은 스무 살의 모토미치(그의 아내는 기요모리의 딸이었다)을 제쳐두고, 8살의 마쓰도노 모로이에(松殿師家)를 곤노주나곤(權中納言)에 임명했다. 이 인사에 의해 셋칸케 적류의 지위를 고노에 집안이 아닌 마쓰도노 집안이 잇게 할 것임을 명백히 했다. 고노에 가를 지원하던 기요모리에게는 바라보고만 있을 수는 없었다.
기요모리는 법황이 자신을 무시하는 시책에 격노하여 11월 14일 후쿠하라에서 군세를 이끌고 직접 교토로 올라와 쿠데타를 단행했다. 이것이 바로 지쇼 3년의 정변(治承三年の政変)이라 불리는 사건이다. 기요모리는 간파쿠였던 후지와라노 모토후사(藤原基房)·곤노주나곤 모로이에 부자를 비롯해 후지와라노 모로나가(藤原師長) 등 반헤이케 성향을 지닌 구게와 인의 근신 39명(귀족 8명, 덴조비토殿上人, 수령受領, 게비이시検非違使 등 31명)을 모두 해임시키고 친헤이시측 구게를 임관시켰다. 법황은 두려움을 느껴 기요모리에게 용서를 구했으나 기요모리는 이를 용서하지 않고, 11월 20일에는 법황을 도바덴(鳥羽展)에 유폐시키고 말았다. 이로써 고시라카와 인세이는 완전히 정지되었다. 그러나 고시라카와 법황의 도발에서 비롯된 쿠데타의 사후 정권 구상이 제대로 되어있지 않았던 탓에, 다카쿠라 천황이나 고노에 모토미치, 다이라노 무네모리 등 정치적인 경험이 미숙한 이들을 대신해 후쿠하라로 돌아갔던 기요모리는 다시 정권 표면에 나설 수밖에 없었다. 기요모리는 해임되었던 이복동생 다이라노 요리모리(平賴盛), 가잔인 가네마사(花山院兼雅)의 처분을 해제하는 등 일문의 결속에 힘쓰는 한편, 모토미치의 보좌를 위해 후지와라 집안의 유력자 사다이진(左大臣) 쓰네무네, 우다이진(右大臣) 구조 가네자네(九條兼實)의 회유를 꾀했다. 실제 정무에서는 다이라노 도키타다나 후지와라노 다카스에(藤原隆季), 쓰치미카도 미치치카(土御門通親) 등의 유능한 관리가 기요모리의 대변자가 되었다. 지쇼 4년(1180년) 2월 다카쿠라 천황이 양위하고, 기요모리의 딸 도쿠코 소생의 황태자 노리히토 친왕이 즉위하였다(안토쿠 천황). 명목상 다카쿠라 상황의 인세이였지만 헤이케의 괴뢰정권이라는 것은 누구의 눈에도 분명했다. 더욱이 법황을 유폐시켜 정치의 실권을 장악한 것은 많은 반헤이케 세력에게 거병할 빌미를 제공하게 되었다.

### 반란의 불꽃
헤이케 일문의 독주에 대한 반발의 첫 번째 신호탄은 고시라카와 법황의 제3황자 모치히토 왕(以仁王)의 거병이었다. 모치히토 왕은 우수했으나 겐슌몬인의 압력으로 친왕 선하도 받지 못했고, 하치죠인(八條院)의 양자로서 즉위할 기회도 있었지만 지쇼 3년에 일으킨 정변으로 좌절되고 말았다. 모치히토 왕에게는 하치죠인 직속의 무력이라 할 수 있는 미나모토노 요리마사(源賴政)나 시모코베 유키요시(下河邊行義) · 아시카가 요시키요(足利義淸) · 미나모토노 나카이에(源仲家) 등이 따르고 있었고, 헤이케에 대한 반발이 강했던 고후쿠지(興福寺)나 온죠지(園城寺)도 이 움직임에 동조했다. 그러나 계획은 미연에 발각되어, 기요모리의 재빠른 대책으로 게비이시 후지와라노 가게타카(藤原景高) · 후지와라노 다다쓰나(藤原忠綱)가 3백 기(騎)의 병사로 추격해 모치히토 왕과 요리마사 등을 토벌했다. 그러나 지샤 세력 특히 온죠지는 물론, 친헤이케파였던 엔랴쿠지에서도 반헤이케 움직임이 나오자 기요모리는 힘 있는 지샤에 둘러싸여 헤이케에게는 지리적으로 불리한 교토를 포기하고, 지쇼 4년(1180년) 6월 1일, 일문의 반대도 무릅쓰고 헤이케의 거점인 국제무역항 오와다노 도마리(大輪田泊, 지금의 효고현 고베시)에 가까운 후쿠하라로의 행행(行幸)를 강행했다. 즉 후쿠하라쿄로의 천도를 목표로 한 것이었다.
그 사이에 헤이케 추토를 명했던 모치히토 왕의 영지(令旨)가 전국(특히 도고쿠)의 겐지들에게 퍼져 8월에는 이즈(伊豆)에 유배되어 있던 미나모토노 요리토모, 가이(甲斐)에서는 다케다 노부요시(武田信義)을 도료로 하는 가이 겐지(甲斐源氏) 집안, 9월에는 시나노(信濃)의 미나모토노 요시나카(源義仲)가 거병했다. 이에 기요모리는 이들의 세력 확대를 막기 위해 다이라노 고레모리(平維盛)를 총대장으로 한 대군을 간토로 파견했으나 이들은 후지(富士) 강에서 제대로 된 교전 한 번 치러보지 못한 채 철수하고 말았다. 이 패전을 계기로 지샤 세력 특히 모치히토 왕의 반란에 협조적이었던 온죠지나 고후쿠지가 불온한 움직임을 보이기 시작했다. 거기에 오미 겐지(近江 源氏) 집안이 봉기해 온죠지, 엔랴쿠지의 반헤이케 세력과도 제휴해 물류의 요충 비와호를 점거하고, 반란 세력은 교토를 공격할 정도의 세력으로까지 성장했다. 또한 규슈에서도 반란이 발발해 다카쿠라 천황이나 구게들은 물론 헤이케 일문 내에서도 천도를 바라지 않는 목소리가 높아져 결국 11월 23일, 기요모리는 교토로 귀환하게 되었다.
12월에 이르러 기요모리는 넷째 아들 도모모리(知盛)와 손자 스케모리(資盛), 후지와라노 기요쓰나(藤原淸綱) 등이 이끄는 군세를 파견해 온죠지를 불살라 버리고, 오미 겐지의 야마모토 요시쓰네(山本義經)·가시와기 요시카네(柏木義兼)를 격파하고 오미 평정에 성공했다. 다음으로 기요모리는 배후의 위협을 제거하기로 결의하고, 다섯째 아들 시게히라(重衡)를 총대장으로 하는 대군을 난토(南都)에 파견했다. 그리고 12월 28일, 고후쿠지나 도다이지 등 난토의 여러 사찰들은 시게히라의 화공(火攻)으로 모조리 불타버렸다. 이로 하여 교토 주변의 반헤이케 움직임은 진정되었지만, 난토에서의 사찰 방화는 기요모리에게 그가 두려워하던 불적(佛敵)이라는 오명을 씌우고 말았다.

## 최후

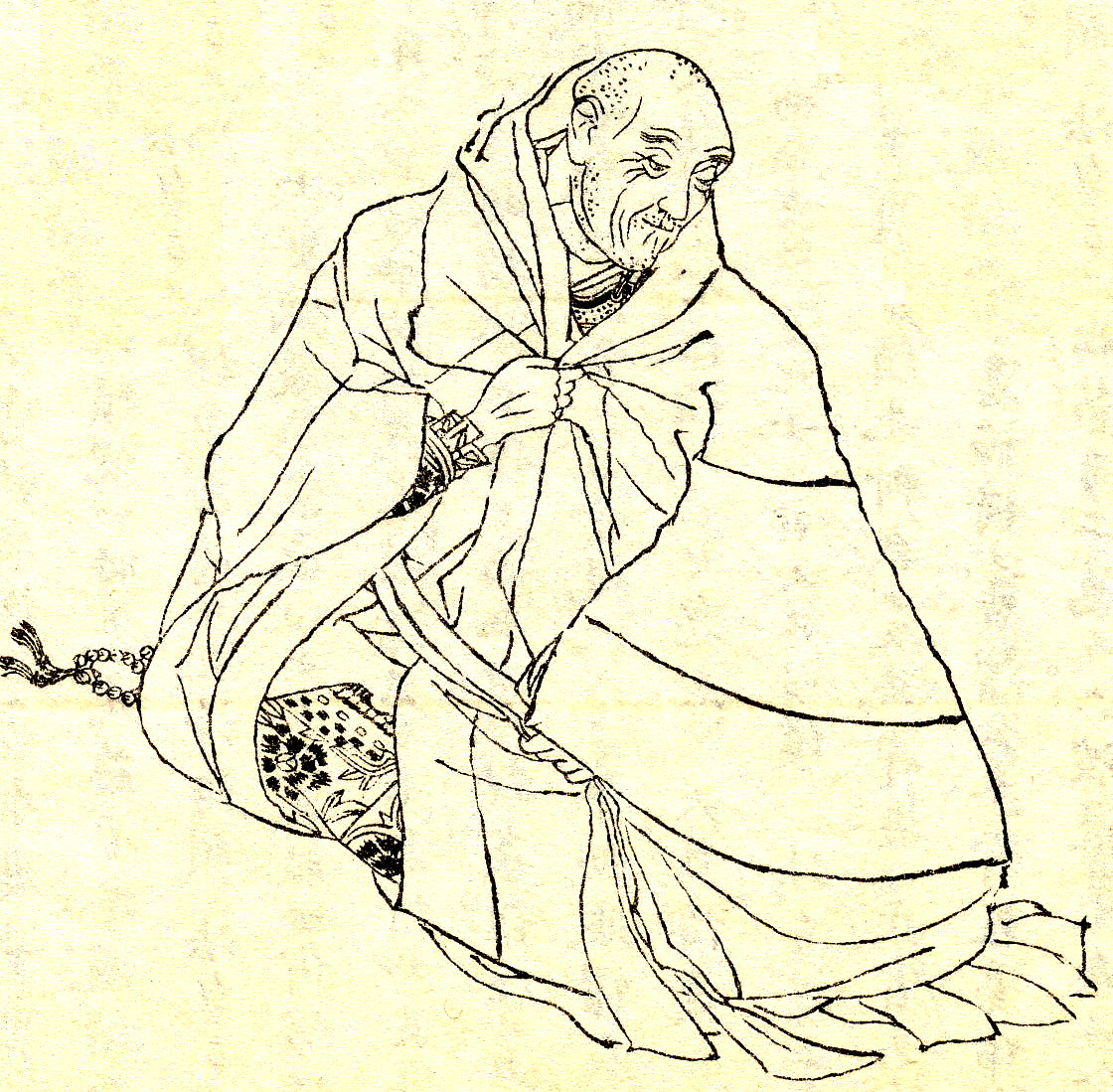
다이라 기요모리 기쿠치 요우사이 그림, 메이지 시대

지쇼 4년 말에는 전통적인 헤이케의 세력기반인 서국에서도 이요(伊予)의 고노 미치키요(河野通淸)·미치노부(通信) 부자, 이듬해인 5년에는 분고(豊後)의 오가타 코레요시(緒方惟栄), 우스키 코레타카(臼杵惟隆), 사가 코레노리(佐賀惟憲)등의 호족이 병사를 모았고, 이세시마(伊勢志摩)에서도 반란의 움직임이 나타났다. 도고쿠에서도 헤이케 지지파였던 사타케 씨(佐竹氏) 등이 요리토모에게 토벌당하는 등 반란 사태는 더욱 심각해져 갔다.
이 와중에 기요모리는 교토를 중심으로 새로운 체제를 구축하기 위해 기나이인 오미 국의 물관직(惣官職)을 설치하고 무네모리를 임명했다. 앞서 나라 시대인 덴표(天平) 3년(731년)에 수도와 기나이를 대상으로 해당 지역의 병마권을 부여받았던 니이타베 친왕(新田部親王)의 예를 모방하여 오미 국에 병사역과 병량미를 부과해 임전 체제를 구축했다. 또한 단바(丹波)에 여러 장원 총하사직(總下司職)을 설치하고 그 자리에 다이라노 모리토시(平盛俊)을 임명하는 한편, 에치고(越後)의 죠 스케나가(城資永), 무쓰(陸奧)의 후지와라노 히데히라(藤原秀衡) 등에게 미나모토노 요리토모·다케다 노부요시 토벌을 명하는 선지를 내리게 했다. 2월 26일에는 진제이(鎭西)로 낙향하자는 시게히라의 제의도 물리치고 무네모리 이하 일족의 무사가 토고쿠 추토(追討)에 나서기로 결정했지만, 바로 다음날인 27일에 기요모리는 열병으로 쓰러졌다. 죽음을 깨달은 기요모리는 자신의 사후 일은 모두 무네모리에게 맡기고, 무네모리와 협력해 정무를 진행하도록 법황에게 아뢰었지만 답변이 없었다. 한을 품은 기요모리는 "천하의 일은 무네모리에게 맡기고, 다른 의견은 없도록 하라"란 말을 남기고, 윤 2월 4일에 구죠가와라구치(九條河原口)의 다이라노 모리쿠니(平盛國)의 저택에서 서거하였다. 향년 64세였다.
그의 병에 대해 전하는 기록들을 볼 때, 당시 대륙에서 전래되어 유행되었던 풍토병 즉 말라리아에 걸린 게 아닌가 생각된다. 기요모리의 죽음으로 헤이시의 신체제 구축은 모두 무위로 돌아갔다.
《헤이케 이야기》는 기요모리가 죽음에 이르러 "내 죽은 뒤에는 당탑도 효양도 필요 없다! 내 무덤 앞에 미나모토노 요리토모의 목을 베어 가져오너라! 그것이 나에 대한 효도이며 나를 위한 공양이라 여겨라!"라는 유언을 남겼다고 전하지만, 이러한 유언은 일본에서도 센고쿠 시대 무사 정도가 되어서야 나올 수 있는 발상으로 기요모리가 그런 유언을 실제로 남겼는가에 대해서는 알 길이 없다. 《교쿠요》(玉葉)에는 기요모리가 서거한 해 8월 1일, 요리토모가 비밀리에 인(院)에 헤이케와의 화의를 요청했을 때, 무네모리는 기요모리의 유언으로써 "나의 아들, 손자로서 단 한 명이 살아남는다 해도 그 시신은 요리토모의 앞에서 내보여야 한다!"라며 이를 거부했는데, 그만큼 기요모리가 요리토모에 대한 격렬한 증오를 품고 있었던 것은 분명 사실이다.

## 사후와 평가
기요모리의 장남 시게모리는 이미 병사했고, 차남 모토모리도 일찍 세상을 떠났기에 헤이케의 동량 자리는 기요모리의 유언대로 셋째 아들 무네모리가 물려 받았다. 그러나 그는 각지에서 일어나는 잇따른 거병에 제대로 대처하지 못했고, 또한 법황의 계략에 놀아나서 인세이파가 세력을 늘리는 것도 막지 못하는 등 헤이케는 서서히 궁지에 몰리게 되었다. 게다가 요와의 대기근 등 자연적 악조건 등까지 겹쳐 주에이(壽永) 2년(1183년) 구리가라(倶利伽羅) 고개에서 미나모토노 요시나카군에 의해 8만의 군세가 궤멸된 뒤에는 어떻게 손을 쓸 사이도 없이 교토를 떠나 서쪽으로 쫓기듯이 달아났다. 그리고 겐랴쿠(元曆) 2년(1185년) 단노우라(壇ノ浦)에서 벌어진 해전에서 미나모토노 요시쓰네(源義經)의 수군에 패하여 헤이케는 멸망했다.
《헤이케 이야기》의 폭거, 비도(非道), 비정(非情) 등의 묘사로 기요모리는 전통적으로 '역신(逆臣)'이라는 평가가 정착되었으나, 한편으로 실제 인물상은 온후하고 정이 깊은 것으로 전해진다. 《주킨쇼》(十訓抄)는 젊었을 때의 기요모리에 대해 "누가 자신에게 발칙하고 무례한 행동을 해도 농담으로만 여겼다"거나 "추운 겨울날 신변에서 봉사하는 어린 종자를 자신의 옷자락으로 덮어 재우고, 그들이 늦잠을 자면 스스로 침대에서 빠져나와 실컷 자도록 했다", "최하층의 소사에게도 그의 가족이나 아는 사람이 보는 앞에서는 한 인간으로 대우했기에 그는 대단한 명예를 느끼며 속으로 기뻐했다"는 일화가 남아 있다. 《헤이케 이야기》에서도 젊었을 적에 알고 지냈던 후지와라노 유키타카(藤原行隆)가 곤경에 빠진 것을 알고 원조에 나서는 등 의리가 강한 일면도 그려져 있다.
기요모리의 비도를 묘사한 유명한 에피소드였던 덴카승합사건에서 기요모리가 마쓰도노 모토후사에게 보복했다는 《헤이케 이야기》의 픽션과는 달리, 실제로 보복을 벌인 것은 시게모리였고, 《교쿠요》(玉葉), 《햐쿠렌쇼》(百錬抄)에 의하면 기요모리는 오히려 모토후사에게 사죄하는 행위를 한 것으로 말해지고 있다. 사건의 배후에는 헤이케와 셋켄가의 강한 반목이 있었던 것으로 생각된다.
또한 헤이지의 난 전후의 기요모리에 대해 천태종 승려 지엔의 《구칸쇼》(愚管抄)에서는 "몹시 신중했고, 시의적절하게 대처했으며, 모두에게 사려 깊게 대했다(ヨクヨク謹ミテ、イミジク計ラヒテ、彼方此方シケル)."고 묘사하듯 자신의 주변 사방에 빈틈없이 자신의 힘을 배치한 인물로 복잡한 인세이기의 정계를 살아남기 위한 처세술을 가지고 있었다. 그러나 권력을 장악하고 이를 유지하기 위해 인(院), 셋칸케, 지샤(寺社) 세력과 대립하는 과정에서 나온 강경하고 과격한 대처는 그의 평판까지 깎아내렸다. 《겐페이 성쇠기》(源平盛衰記)에는 승려의 기도로 비가 내린 일을 ‘그저 우연일 뿐’이라 일축했다는 이야기가 실려 있으며, 오와다노토마리 항구의 풍랑을 막기 위해 인공섬 교가시마(經が島)를 지을 때는 관습으로 내려오던 인신공양을 폐지했다는 전설이 있는 등 미신을 믿지 않는 개명적인 사고 방식의 일화도 남아있다. 또한 정치적으로는 송과의 무역을 통한 재정 기반 개척, 교가시마 축조와 같은 공공사업 추진 등, 시대의 모순 앞에서 정체 상태에 있던 귀족 정치에 새로운 바람을 불러온 우수한 정치가였다는 평가를 받는다.
군사적으로도 《헤이케 이야기》 등의 군담소설의 영향으로 '정치는 뛰어나도 전투는 약하다'는 인상도 있으나, 헤이지의 난에서 여러 부대와 제휴한 전술로 후지와라노 노부요리군을 격파하면서 대궐 및 시가지 피해도 최대한 줄이는데 성공한 것을 보면 그는 세련된 전술을 특기로 하는 우수한 지휘관이었다고 할 수 있다.
또한 당시 교토에서 막강한 세력을 가지고 있던 불교 세력의 억제에 노력한 인물이기도 하다. 왕위 계승 문제에 간섭하고 있던 고후쿠지와 온죠지에 총공격을 가한 것은 당시는 평판이 나빴지만, 강대한 무력을 지닌 종교 세력이 왕위 계승이라는 중대한 정치 문제에 관여하는 것을 저지한 의의는 무시할 수 없다. 이 정책은 훗날, ‘승병’에 대해 비판적이었던 선종 및 염불종(念仏宗)에 대한 가마쿠라 막부의 보호라는 온건한 형태로 이어지게 된다.

## 묘소

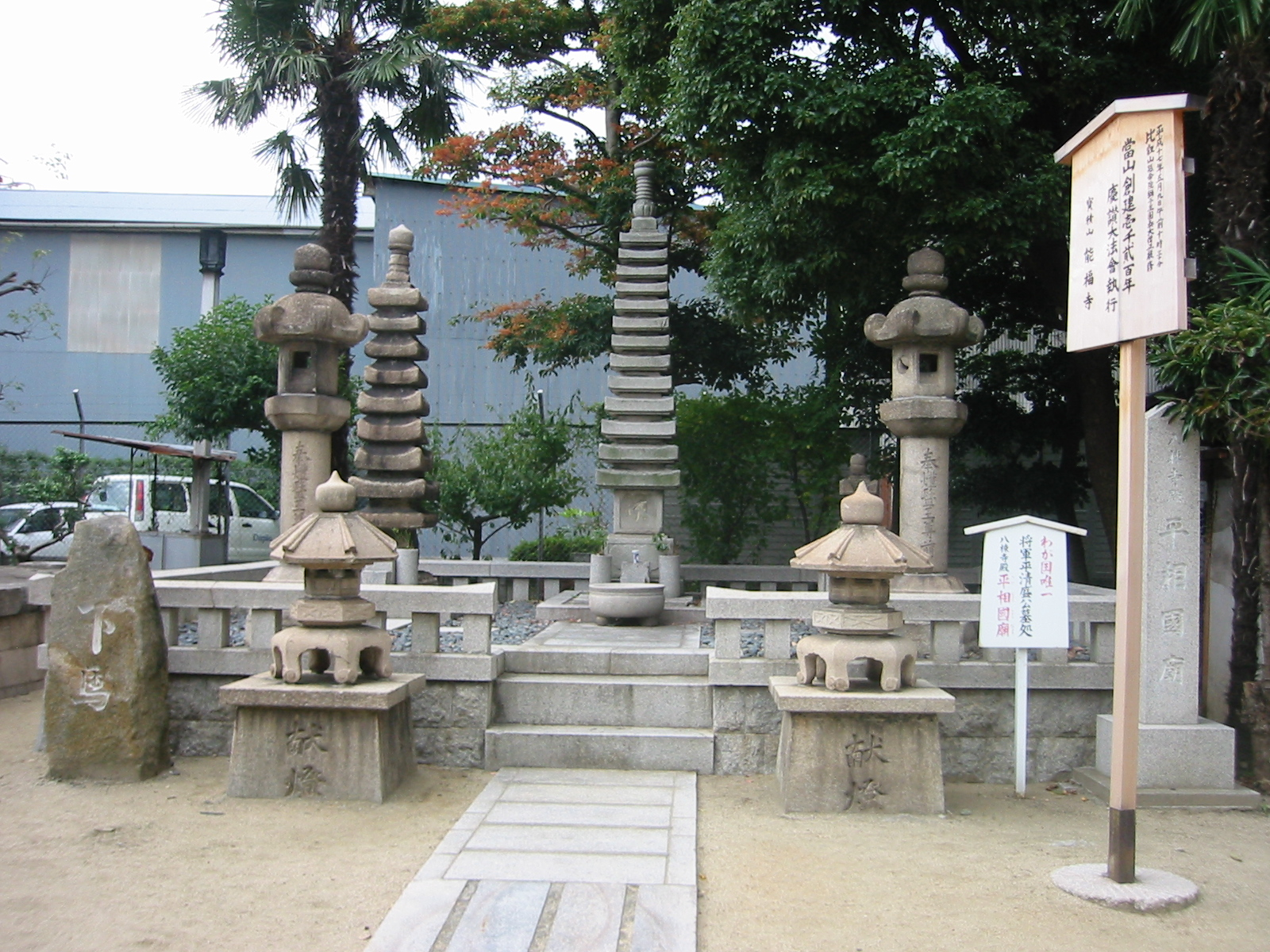
노후쿠지 平相國廟

이하 기요모리의 묘소라고 전해지는 곳이다.
- 고베시 효고구 北逆瀬川의 宝積山 노후쿠지
- 고베시 효고 구 切戸町의 기요모리총(清盛塚;공양탑)
- 교토시 히가시야마구 로쿠하라미쓰지의 다이라 기요모리총
- 교토 시 우쿄 구 기오지의 공양탑
- 야마구치현 시모노세키시 히코시마의 기요모리총

## 참고 문헌
- 上横手雅敬　『源平争乱と平家物語』　角川選書、2001年。
- 五味文]　『平清盛』　吉川弘文館〈人物叢書〉、1998年。
- 高橋昌明　『平清盛　福原の夢』講談社、2007年。
- 元木泰雄　『平清盛の闘い－幻の中世国家』　角川叢書、2001年。

## 사료
- 교쿠요
- 구칸쇼
- 아즈마카가미

군기물
- 호겐 모노카타리
- 헤이지 모노카타리
- 헤이케 모노카타리
- 겐페이 세이스이키

## 다이라노 기요모리를 소재로 한 현대의 창작
소설
- 신 헤이케 이야기　요시카와 에이지
- 헤이케 이야기　모리무라 세이치
- 기요모리　미타 마사히로
- 미야오본 헤이케 이야기　미야오 도미코 (대하드라마 요시츠네의 원작, 역: 와타리 테츠야)
- 해국기　핫토리 마스미
- 헤이케　이케미야 쇼이치로

만화
- 헤이케 이야기(망가 일본의 고전 시리즈) 요코야마 미쓰데루

영화
- 신 헤이케 이야기 (1955년 감독:미조구치 겐지, 주연: 이치카와 라이조)

TV드라마
- 신 헤이케 이야기 (1972년 NHK 대하드라마, 주연: 나카다이 타츠야)
- 다이라노 기요모리 (1992년 TBS, 주연: 마츠다이라 켄)
- 요시쓰네 (2005년 NHK 대하드라마 조연: 와타리 테츠야)
- 다이라노 기요모리 (2012년 NHK 대하드라마 주연: 마츠야마 켄이치)

인형극
- 인형역사스폐셜 헤이케 이야기(1993년 12월 - 1995년 1월 NHK 인형극)

## 같이 보기
- 헤이케노쿄